# Калугин, Никита Константинович
Ники́та Константи́нович Калу́гин (род. 12 марта 1998, Красное-на-Волге, Костромская область) — российский футболист, защитник клуба «Ленинградец».

## Клубная карьера
В детстве параллельно занимался футболом в клубе «Диамант» Красное-на-Волге и рукопашным боем. 
В 11 лет был приглашён в академию футбола Юрия Коноплёва.
В 14 лет перешёл в московское «Динамо». В молодёжном первенстве 2015/16 сыграл 16 матчей, забил один гол. В июне 2016 провёл три товарищеских матча за основную команду. 
Сезон 2016/17 начал в фарм-клубе в первенстве ПФЛ, сыграл 10 матчей. В юношеской лиге УЕФА 2016/17 сыграл четыре матча, забил один гол в пути чемпионов. 
В январе — феврале 2017 провёл четыре товарищеских матча за «Динамо», в составе которого сыграл семь матчей в ФНЛ и вышел в премьер-лигу. 
В сезоне 2017/18 вновь стал выступать в молодёжном первенстве. Отыграл 120 минут в матче 1/16 Кубка России 2017/18 против «Спартака-Нальчик» (0:0, 2:4 — пен.).
Летом 2018 года перешёл в клуб «Сочи». В сезоне 2018/19 завоевал путёвку в РПЛ. Сыграл за клуб 44 матча.
26 января 2021 года подписал контракт с нижнекамским «Нефтехимиком».
21 июня 2023 года был куплен московским «Торпедо». 7 февраля 2024 года на правах аренды перешёл в «Ленинградец».
4 июля 2024 года на правах аренды присоединился к «Тюмени».
28 января 2025 года подписал полноценный контракт с клубом «Ленинградец».

## Карьера в сборной
В марте 2013 дебютировал за юношескую сборную России 1998 г. р. на международном турнире памяти Бруно Де Марки в итальянском Порденоне — под руководством Сергея Кирьякова сыграл три матча против Италии, Германии и Шотландии.
В августе 2013 на международном турнире в Москве был капитаном команды под руководством Владимира Щербака. 
На юношеском чемпионате Европы 2015 (до 17 лет) в Болгарии сыграл пять матчей, вместе с командой Михаила Галактионова дошёл до полуфинала. 
В отборочном турнире к чемпионату Европы по футболу 2017 (до 19 лет) за команду Галактионова сыграл две игры.
27 мая 2017 года дебютировал в составе молодёжной сборной под руководством Евгения Бушманова в матче против Узбекистана (3:4). 
В марте 2018 был вызван на два отборочных матча молодёжного ЧЕ 2019, но на поле не выходил.

## Статистика выступлений
| Выступление         | Выступление       | Выступление      | Лига | Лига | Кубки | Кубки | Итого | Итого |
| Клуб                | Лига              | Сезон            | Игры | Голы | Игры  | Голы  | Игры  | Голы  |
| ------------------- | ----------------- | ---------------- | ---- | ---- | ----- | ----- | ----- | ----- |
| Динамо (Москва)     | ФНЛ               | 2016/17          | 7    | 0    | 0     | 0     | 7     | 0     |
| Динамо (Москва)     | РФПЛ              | 2017/18          | 0    | 0    | 1     | 0     | 1     | 0     |
| Динамо (Москва)     | Итого             | Итого            | 7    | 0    | 1     | 0     | 8     | 0     |
| → Динамо-2 (Москва) | ПФЛ               | 2016/17          | 10   | 0    | —     | —     | 10    | 0     |
| → Динамо-2 (Москва) | Итого             | Итого            | 10   | 0    | —     | —     | 10    | 0     |
| Сочи                | ФНЛ               | 2018/19          | 27   | 0    | 1     | 0     | 28    | 0     |
| Сочи                | РПЛ               | 2019/20          | 16   | 0    | 0     | 0     | 16    | 0     |
| Сочи                | РПЛ               | 2020/21          | 1    | 0    | 2     | 0     | 3     | 0     |
| Сочи                | Итого             | Итого            | 44   | 0    | 3     | 0     | 47    | 0     |
| Нефтехимик          | ФНЛ               | 2020/21          | 13   | 0    | 0     | 0     | 13    | 0     |
| Нефтехимик          | Первый дивизион   | 2021/22          | 23   | 1    | 1     | 0     | 24    | 1     |
| Нефтехимик          | Первая лига       | 2023/24          | 32   | 0    | 2     | 0     | 34    | 0     |
| Нефтехимик          | Итого             | Итого            | 68   | 1    | 3     | 0     | 71    | 1     |
| Торпедо (Москва)    | Первая лига       | 2023/24          | 15   | 1    | 1     | 0     | 16    | 1     |
| Торпедо (Москва)    | Итого             | Итого            | 15   | 1    | 1     | 0     | 16    | 1     |
| → Ленинградец       | Первая лига       | 2023/24          | 13   | 0    | 0     | 0     | 13    | 0     |
| → Ленинградец       | Итого             | Итого            | 13   | 0    | 0     | 0     | 13    | 0     |
| → Тюмень            | Первая лига       | 2024/25          | 3    | 0    | 2     | 0     | 5     | 0     |
| → Тюмень            | Итого             | Итого            | 3    | 0    | 2     | 0     | 5     | 0     |
| Ленинградец         | Вторая лига («А») | 2024/25          | 14   | 0    | 0     | 0     | 14    | 0     |
| Ленинградец         | Вторая лига («А») | 2025/26          | 5    | 1    | 0     | 0     | 5     | 1     |
| Ленинградец         | Итого             | Итого            | 19   | 1    | 0     | 0     | 19    | 1     |
| Всего за карьеру    | Всего за карьеру  | Всего за карьеру | 179  | 3    | 10    | 0     | 189   | 3     |

## Достижения
«Динамо» (Москва)
- Победитель ФНЛ: 2016/17
- Бронзовый призёр молодёжного первенства России: 2017/18
- Итого : 1 трофей

«Сочи»
- Серебряный призёр ФНЛ: 2018/19